# (762135) 2010 WG9
2010 WG9, também escrito como 2010 WG9, é um corpo celeste que é classificado como um centauro, numa classificação estendida de centauros. Ele possui uma magnitude absoluta de 8,1 e tem um diâmetro estimado de cerca de 113 km.

## Descoberta
2010 WG9 foi descoberto no dia 30 de novembro de 2010.

## Órbita
A órbita de 2010 WG9 tem uma excentricidade de 0,567 e possui um semieixo maior de 53,036 UA. O seu periélio leva o mesmo a uma distância de 18,774 UA em relação ao Sol e seu afélio a 87,298 UA.